# Copa Uncaf 1995
La tercera edición de la Copa UNCAF, llevada a cabo en El Salvador, del 29 de noviembre al 10 de diciembre de 1995, sirvió para la clasificación de tres selecciones centroamericanas a la Copa de Oro de la Concacaf 1996 (Honduras, Guatemala y El Salvador). Los costarricenses fueron derrotados por la selección local en partido por el tercer puesto, no pudiendo clasificar a la Copa de Oro de la Concacaf por vez primera, y única ocasión hasta la fecha. Honduras, bajo la batuta de Carlos Cruz Carranza, se consagró monarca de la región por segunda vez. El goleador fue Carlos Pavón (Honduras) con cuatro goles.

## Ronda preliminar
| 22 de octubre de 1995 | Panamá                | 2:0 (0:0) | Nicaragua | Estadio Municipal de Balboa, Ciudad de Panamá           |                                                         |
|                       | Pino 67' · Medina 89' |           |           | Asistencia: 1.500 espectadores Árbitro(s): Olger Mejías | Asistencia: 1.500 espectadores Árbitro(s): Olger Mejías |

| 29 de octubre de 1995                  | Nicaragua | 0:5 (0:1) | Panamá                                      | Estadio Cacique Diriangén, Diriamba                          |                                                              |
|                                        |           |           | Sánchez 18' · Pino 48' 50' 62' · Quiroz 75' | Asistencia: 5.000 espectadores Árbitro(s): Ramón Luís Méndez | Asistencia: 5.000 espectadores Árbitro(s): Ramón Luís Méndez |
| Panamá gana 7:0 en el marcador global. |           |           |                                             |                                                              |                                                              |

## Organización

### Sede
| San Salvador      | Santa Ana San Salvador | Santa Ana             |
| Estadio Cuscatlán | Santa Ana San Salvador | Estadio Óscar Quiteño |
| Capacidad: 53 000 | Santa Ana San Salvador | Capacidad: 17 500     |
|                   | Santa Ana San Salvador |                       |

### Equipos participantes
| Equipos participantes | Equipos participantes | Equipos participantes |
| --------------------- | --------------------- | --------------------- |
| Belice                | Costa Rica            | Guatemala             |
| Honduras              | Panamá                | El Salvador           |

- En cursiva las selecciones que participan por primera vez.

### Primera Fase

#### Grupo A
| Equipo      | Pts. | PJ | PG | PE | PP | GF | GC | Dif |
| ----------- | ---- | -- | -- | -- | -- | -- | -- | --- |
| El Salvador | 6    | 2  | 2  | 0  | 0  | 5  | 1  | 4   |
| Costa Rica  | 3    | 2  | 1  | 0  | 1  | 3  | 3  | 0   |
| Belice      | 0    | 2  | 0  | 0  | 2  | 1  | 4  | -4  |

| 29 de noviembre de 1995 | El Salvador                                        | 3:0 (0:0) | Belice | Estadio Cuscatlán, San Salvador                    |                                                    |
|                         | Cienfuegos 55' · Osorio 58' (pen.) · Díaz Arce 76' |           |        | Asistencia: 12.244 espectadores Árbitro(s): Burgos | Asistencia: 12.244 espectadores Árbitro(s): Burgos |

| 1 de diciembre de 1995 | Costa Rica              | 2:1 (1:1) | Belice       | Estadio Cuscatlán, San Salvador                    |                                                    |
|                        | Fonseca 8' · Wright 88' |           | McCauley 27' | Asistencia: 1.319 espectadores Árbitro(s): Morales | Asistencia: 1.319 espectadores Árbitro(s): Morales |

| 3 de diciembre de 1995 | El Salvador                 | 2:1 (0:1) | Costa Rica  | Estadio Cuscatlán, San Salvador                     |                                                     |
|                        | Osorio 62' · Cienfuegos 81' |           | Morales 32' | Asistencia: 33.715 espectadores Árbitro(s): Pedroza | Asistencia: 33.715 espectadores Árbitro(s): Pedroza |

#### Grupo B
| Equipo    | Pts. | PJ | PG | PE | PP | GF | GC | Dif |
| --------- | ---- | -- | -- | -- | -- | -- | -- | --- |
| Honduras  | 6    | 2  | 2  | 0  | 0  | 4  | 0  | 4   |
| Guatemala | 3    | 2  | 1  | 0  | 1  | 1  | 2  | -1  |
| Panamá    | 0    | 2  | 0  | 0  | 2  | 0  | 3  | -3  |

| 29 de noviembre de 1995 | Honduras               | 2:0 (1:0) | Panamá | Estadio Óscar Quiteño, Santa Ana                     |                                                      |
|                         | Pineda 25' · Pavón 75' |           |        | Asistencia: 5.000 espectadores Árbitro(s): Rodríguez | Asistencia: 5.000 espectadores Árbitro(s): Rodríguez |

| 1 de diciembre de 1995 | Panamá | 0:1 (0:1) | Guatemala | Estadio Óscar Quiteño, Santa Ana                  |                                                   |
|                        |        |           | Rodas 21' | Asistencia: 2.000 espectadores Árbitro(s): Mejias | Asistencia: 2.000 espectadores Árbitro(s): Mejias |

| 3 de diciembre de 1995 | Honduras              | 2:0 (0:0) | Guatemala | Estadio Óscar Quiteño, Santa Ana                   |                                                    |
|                        | Suazo 47' · Núñez 89' |           |           | Asistencia: 2.161 espectadores Árbitro(s): Bennett | Asistencia: 2.161 espectadores Árbitro(s): Bennett |

### Fase final
|  | Semifinales   | Semifinales  |   |              | Final        | Final |  |
|  |               |              |   |              |              |       |  |
|  |               |              |   |              |              |       |  |
|  | San Salvador  |              |   |              |              |       |  |
|  | Honduras (p.) | 1 (4)        |   |              |              |       |  |
|  | Costa Rica    | 1 (2)        |   |              |              |       |  |
|  |               |              |   |              |              |       |  |
|  |               |              |   |              | San Salvador |       |  |
|  |               |              |   |              | Honduras     | 3     |  |
|  |               | Guatemala    | 0 |              |              |       |  |
|  |               |              |   |              |              |       |  |
|  |               |              |   |              |              |       |  |
|  |               |              |   |              | Tercer lugar |       |  |
|  | San Salvador  | San Salvador |   | San Salvador | San Salvador |       |  |
|  | El Salvador   | 0            |   | El Salvador  | 2            |       |  |
|  | Guatemala     | 1            |   |              | Costa Rica   | 1     |  |

#### Semifinales
| 7 de diciembre de 1995 | Honduras     | 1:1 (0:0) (4:2 p.) | Costa Rica  | Estadio Cuscatlán, San Salvador |                                |
|                        | Williams 55' |                    | Fonseca 60' | Asistencia: 5.000 espectadores  | Asistencia: 5.000 espectadores |

| 7 de diciembre de 1995 | El Salvador | 0:1 (0:1) | Guatemala | Estadio Cuscatlán, San Salvador |                                 |
|                        |             |           | Rodas 14' | Asistencia: 30.000 espectadores | Asistencia: 30.000 espectadores |

#### Tercer lugar
| 10 de diciembre de 1995 | El Salvador                   | 2:1 (2:0) | Costa Rica  | Estadio Cuscatlán, San Salvador |                                 |
|                         | Díaz Arce 18' · Rodríguez 45' |           | Fonseca 72' | Asistencia: 35.000 espectadores | Asistencia: 35.000 espectadores |

#### Final
| 10 de diciembre de 1995 | Honduras                 | 3:0 (2:0) | Guatemala | Estadio Cuscatlán, San Salvador |                                 |
|                         | Núñez 1' · Pavón 25' 57' |           |           | Asistencia: 10.000 espectadores | Asistencia: 10.000 espectadores |

## Clasificados
| Bandera de Honduras | Bandera de Guatemala | Bandera de El Salvador |
| Honduras            | Guatemala            | El Salvador            |
| Campeón 2° Título   | Subcampeón           | Tercer puesto          |